# Peter Behrens
Peter Behrens (Hamburg, 14 d'abril de 1868-Berlín, 27 de febrer de 1940) va ser un arquitecte i dissenyador alemany. Va ser el que va encunyar la frase Menys és més atribuïda erròniament a Mies Van der Rohe que va ser el seu ajudant. Diversos dels principals noms del modernisme europeu van treballar per a ell quan van començar a la dècada de 1910, inclosos Ludwig Mies van der Rohe, Le Corbusier i Walter Gropius.

## Biografia
Entre els anys 1886 i 1889 va estudiar pintura a l'Escola d'Art de Karlsruhe i posteriorment, el 1889, a Düsseldorf. Al finalitzar els seus estudis l'any 1890, va fer un viatge pelsPaïsos Baixos i al final del mateix es va establir a Múnic on es va casar amb Elisabeth Kramer. Allà va treballar com a pintor, dibuixant publicitari, fotògraf i dissenyador.
L'abril del 1892 va fundar la Secessió de Múnic (Verein bildender Künstler Münchens e. V. Secession) juntament amb Franz von Stuck, Max Liebermann i Lovix Corinth, entre d'altres. Cinc anys més tard crearia l'avantguardista Vereinigte Werkstätten für Kunst im Handwerk (Tallers units per l'art en les artesanies). En els següents dos anys abandona la pintura i realitza dissenys de joieria, mobles i objectes de cristall i porcellana. Realitza una sèrie d'exposicions al Keller & Reiner Gallery de Berlín, al Gaspolat de Múnic i el Kunsteverein de Darmstadt.
Entre 1899 i 1903 va impartir classes en la recentment formada Colònia d'Artistes de Darmstadt, convidat pel duc Ernst Ludwig de Hesse a formar part de la mateixa el 1900. Va ser allí on va executar la seva primera obra arquitectònica: el seu habitatge en la Colònia. Aquesta casa va patir un incendi l'any 1944 que va destruir els seus interiors, posteriorment restaurats per Auguste zu Höne, el seu propietari.
L'any 1903 es va mudar a Düsseldorf, on va exercir com a director de la Kunstgewerbeschule (Escola d'Arts i Oficis). L'any 1907 es va sumar a la Deutscher Werkbund amb el fundador de la qual, Hermann Muthesius, compartia idees, així com amb la resta dels integrants. Aquest mateix any va ser nomenat conseller artístic de l'AEG (Allgemeine Elektrizitäts-Gesellschaft) i es muda a Berlín.

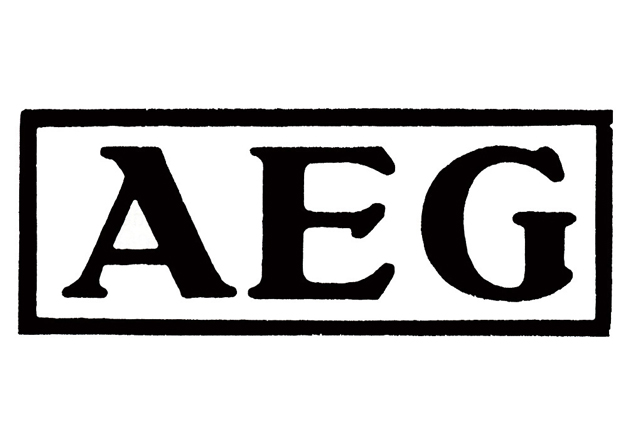
Logotip d'AEG creat per Peter Behrens el 1912.

Per l'AEG va realitzar el més reconegut del seu treball. Va fer els projectes de les fàbriques i els habitatges dels treballadors, mobles, productes industrials i fins i tot la papereria, cartells, anuncis i aparadors; va contribuir així a consolidar una nova idea: la de la identitat corporativa, pel desenvolupament de la qual era necessari un nou tipus d'ocupador, l'industrial visionari involucrat en tots els aspectes produïts per la seva indústria, i també de projectista, el "consultor" de disseny. Behrens proclamava amb això la unió de l'art i la indústria, en sintonia amb els ideals d'Hermann Muthesius en fundar la Deutscher Werkbund.
En els següents quatre anys van treballar en el seu despatx Walter Gropius, Adolf Meyer, Ludwig Mies Van der Rohe i Le Corbusier, sent una reconeguda influència, tal com ho mostraria el mateix Gropius en el seu llibre La nova arquitectura i la Bauhaus.
L'any 1914 es va adherir al Manifest dels professors d'Universitat i Homes de Ciència Alemanys i va participar l'any 1927 en l'exposició organitzada per la Werkbund a Welbenhof. Entre 1922 i 1936 va exercir com a professor de l'Escola d'Arquitectura de Viena. En aquell període, l'any 1926, va construir al Regne Unit el primer edifici modernista, la residència New Ways de la família Bassett-Lowke.
L'any 1936 va acceptar el càrrec de director del departament d'Arquitectura de l'Acadèmia de les Arts de Prússia a Berlín.
Va ser cridat per Albert Speer per realitzar el pla de remodelació de Berlín, però la seva candidatura va ser rebutjada pel poderós Alfred Rosenberg. Hitler admirava l'Ambaixada alemanya a Sant Petersburg, obra de Behrens qui l'any 1934 s'havia afiliat al primerenc partit nazi a Àustria. La guerra va tenir lloc i l'any 1940, fugint del fred de la seva casa de camp va trobar la mort amb un atac al cor a l'Hotel Bristol de Berlín.
Va ser el pare de l'enginyer muniquès Josef Behrens (1890-1947) i la periodista Petra Behrens (1898-1993) i avi de l'arquitecte i urbanista berlinès Till Behrens (1931).

## Assoliments
Va aconseguir combinar funcionalitat i elegància, combinant l'ús de materials moderns i tècniques de construcció amb proporcions clàssiques. L'any 1903, va ser nomenat director de l'Escola d'Art de Dusseldorf, on va aprofitar l'oportunitat per introduir una sèrie de reformes de l'ensenyament.

## Aportacions al món del disseny
La seva aportació al disseny gràfic i la creació del concepte d'imatge corporativa fa que sigui considerat per molts com el pare del disseny industrial i un dels pioners del disseny modern.
L'any 1907 publica el llibre L'art a la tecnologia en el qual estableix les bases del que anomenarà el “disseny i funcionalitat perfectes”. En aquesta concepció, entendrà el disseny com un diàleg entre la forma i la funció.

## Obres i dissenys

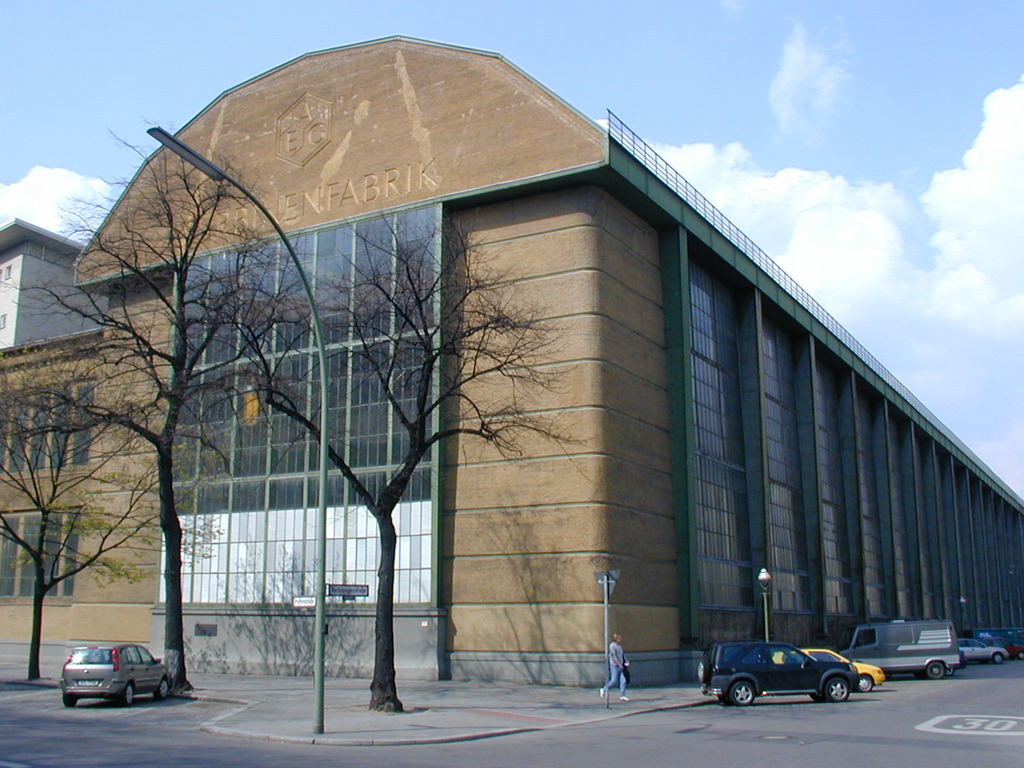
La nau de turbines de l'empresa AEG, ocupa un lloc especial en la història de l'arquitectura i el disseny del, al constiuir la primera fàbrica moderna, que va servir d'inspiració per a arquitectes com Le Corbusier, Walter Gropius i Ludwig Mies van der Rohe.

1901, Primera obra arquitectònica de Behrens, la casa que va construir per a ell mateix a Darmstadt, a Mathildenhöhe (Behrens House)
1908, Inscripció "Dem Deutsche Volke", frontispici del Reichstag berlinès.
1909, AEG Turbinenhalle o Nau de turbines de l'empresa AEG, Berlín
1910, Haus Wiegand, Berlin-Dahlem
1911, Ambaixada Alemanya a Sant Petersburg
1912, Mannesmannhaus, Düsseldorf (avui Vodafone)
1924, Hochster Farbwerke, Frankfurt
1925, Lagerhaus der Gutehoffnungshütter, Oberhausen
1925, participa en l'exposició d'Arts Decoratives a París.
1926, Col·legi Sant Benedicte, Salzburg
1927, Casa a Weißenhofsiedlung, a Stuttgart
1929, participa en el concurs per a la remodelació de l'Alexanderplatz (Alexanderhaus i Berolinahaus) i duu a terme el projecte de la Vila Lewin en Scholochtensee.
1929, Sinagoga de Zylina, Eslovàquia.
1929, Vila Gans a Kronberg im Taunus
1930, realitza el Ring der Frauen (Cercle de senyoretes).
1930-1931, va treballar en la construcció de dos edificis d'oficines amb formigó armat, aconseguint una altura de vuit pisos. En aquest últim any va projectar la Vila Granza a Kronberg.
1932, va construir una fàbrica de cigars a Linz, "Àustria Tabak Regie"

## Galeria d'imatges

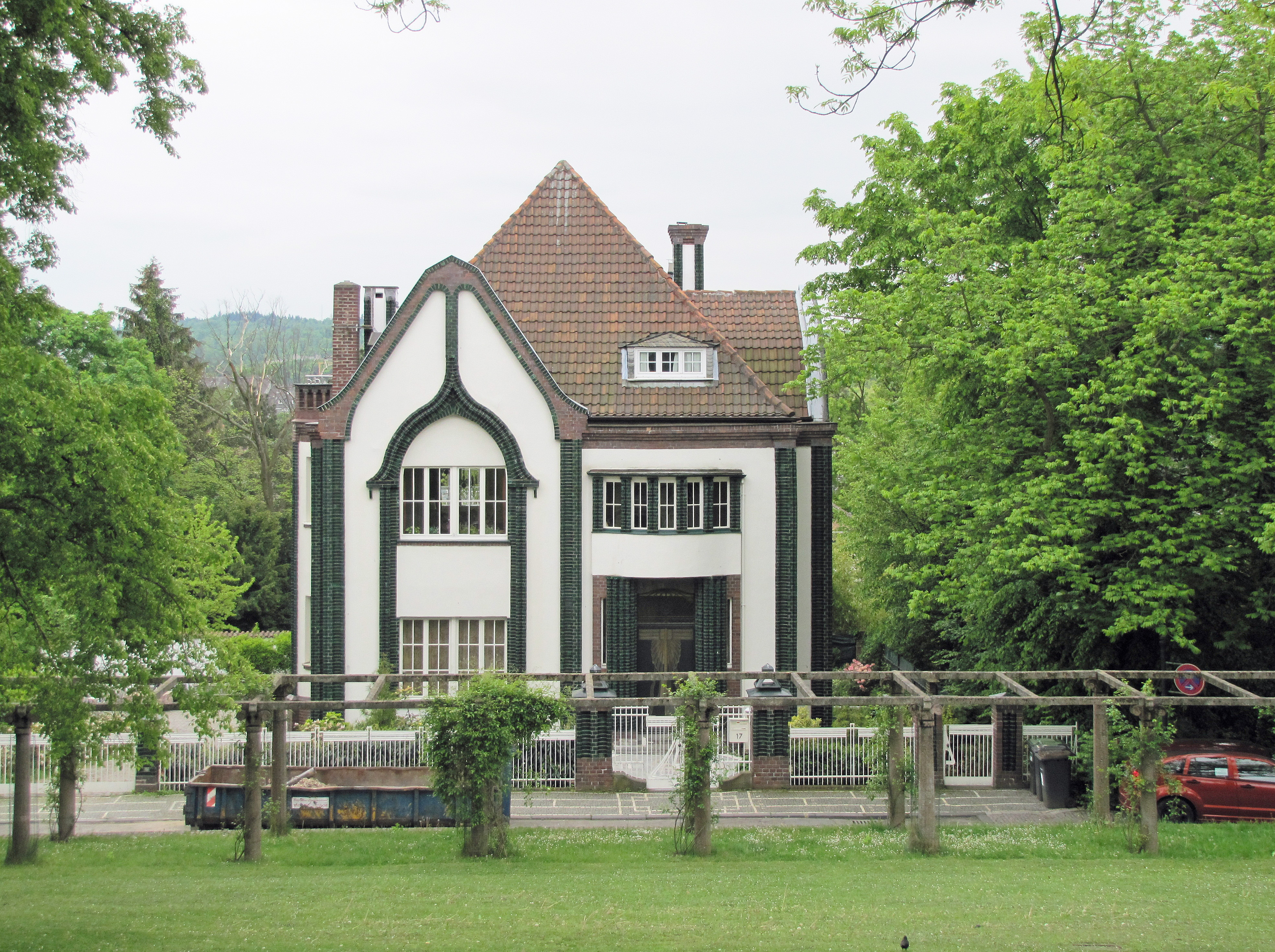
Behrens house, Mathildenhöhe in Darmstadt, 1901
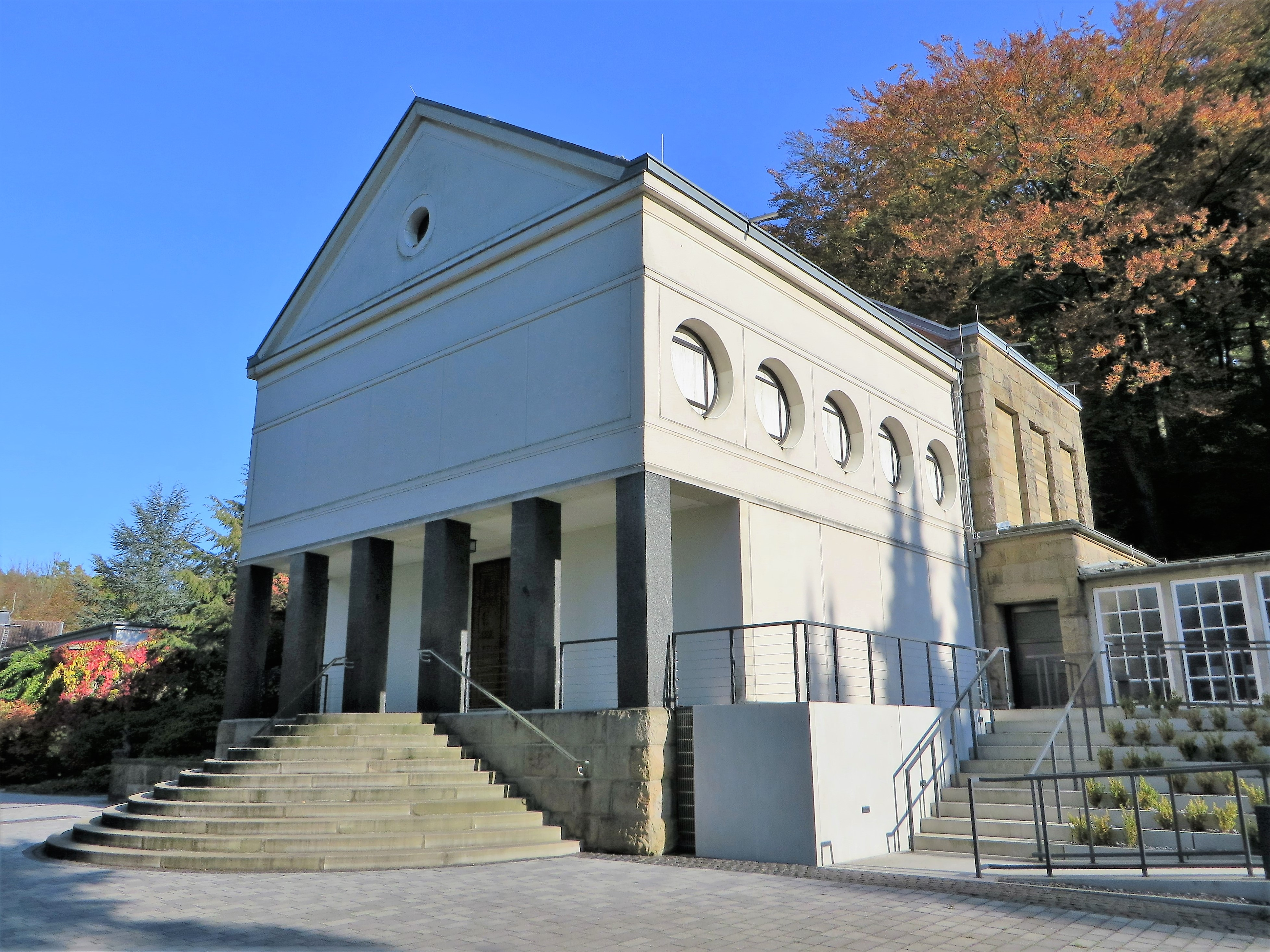
Creamtori d'Eduard Müller, Hagen-Delstern, 1908
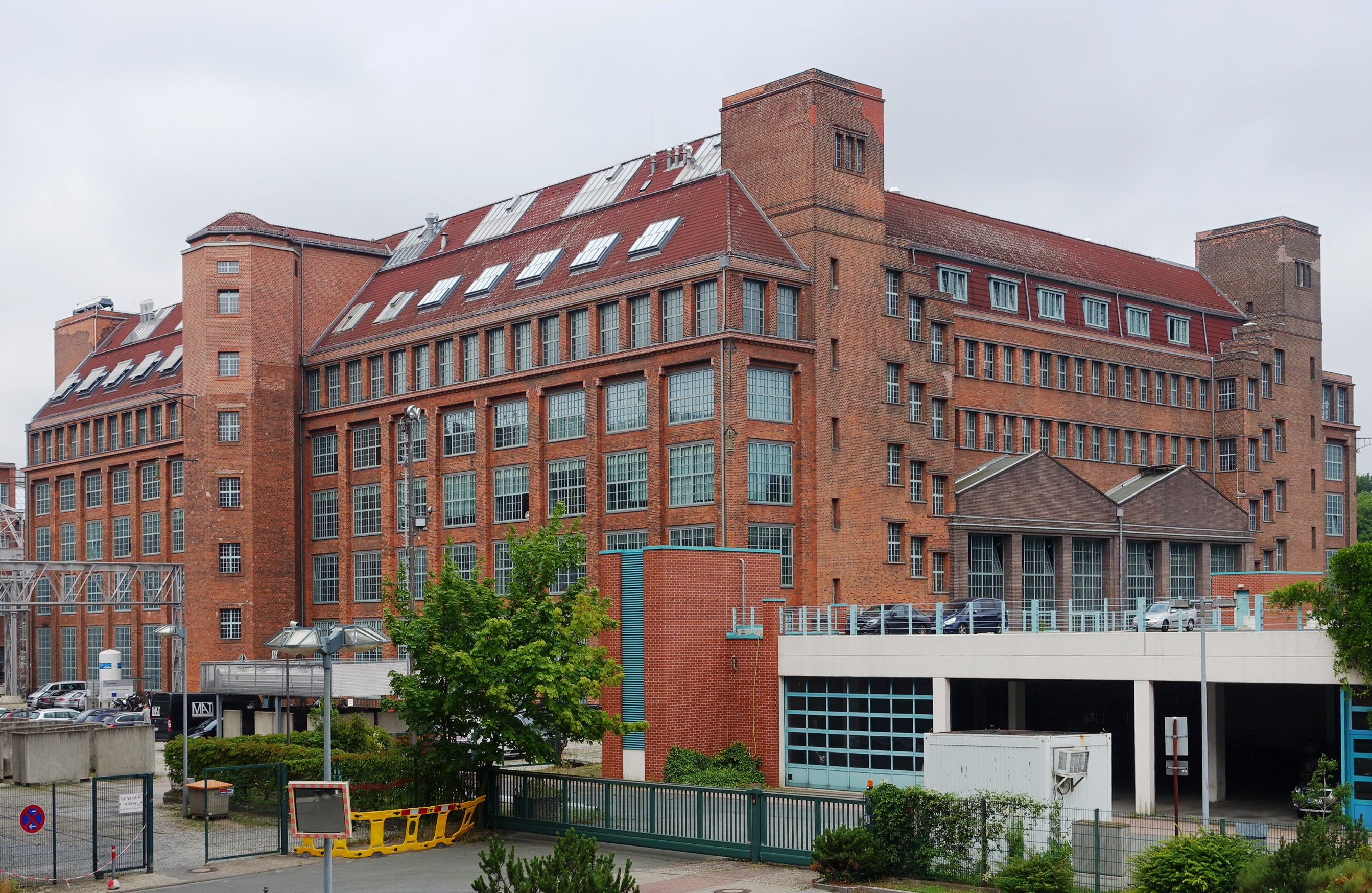
Fàbrica d'alta tensió, AEG, Berlin-Moabit, 1909-10
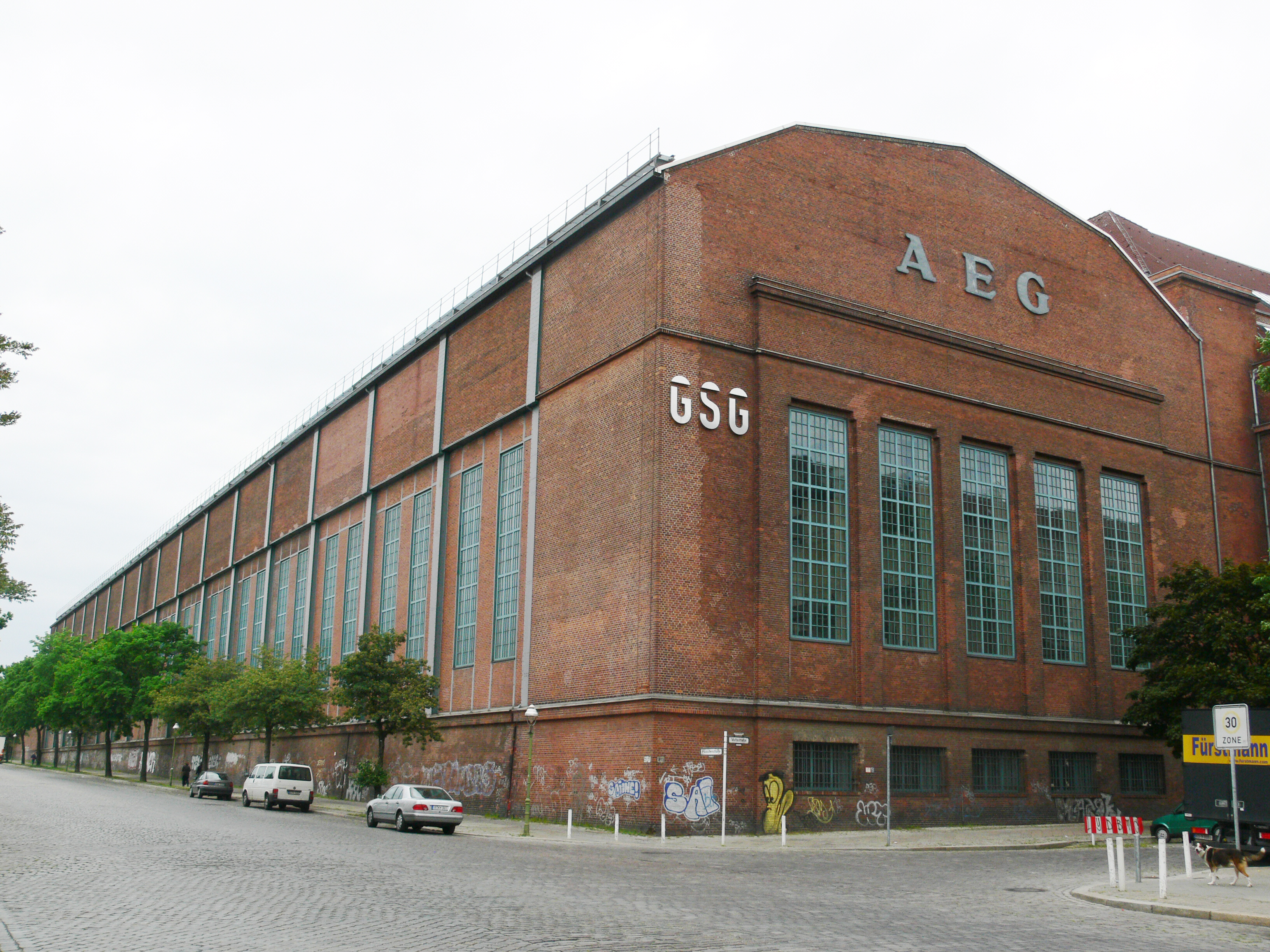
Fàbrica d'AEG Berlin-Humboldthain, 1912
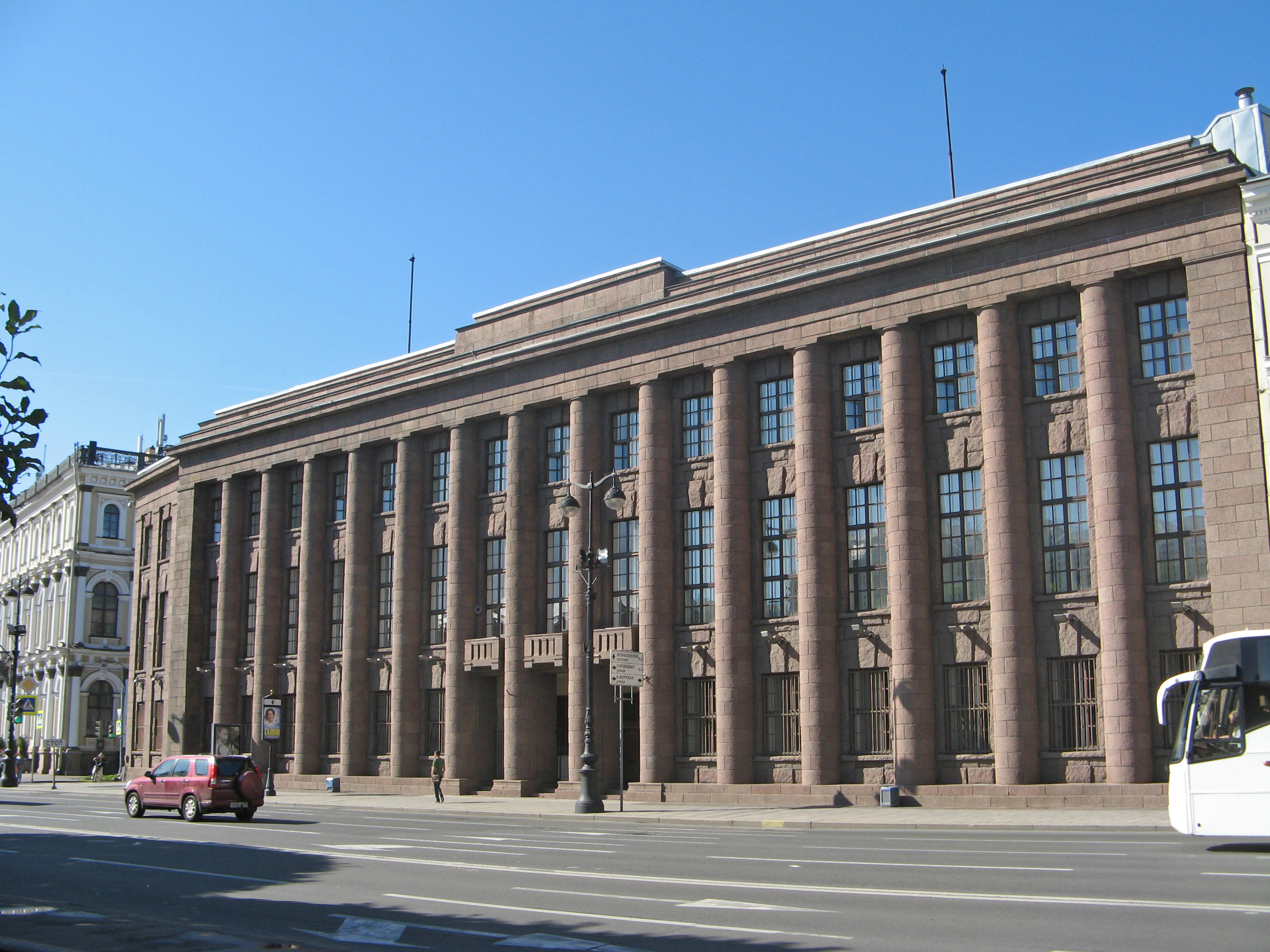
Ambaixada alemanya, St. Petersburg, 1912
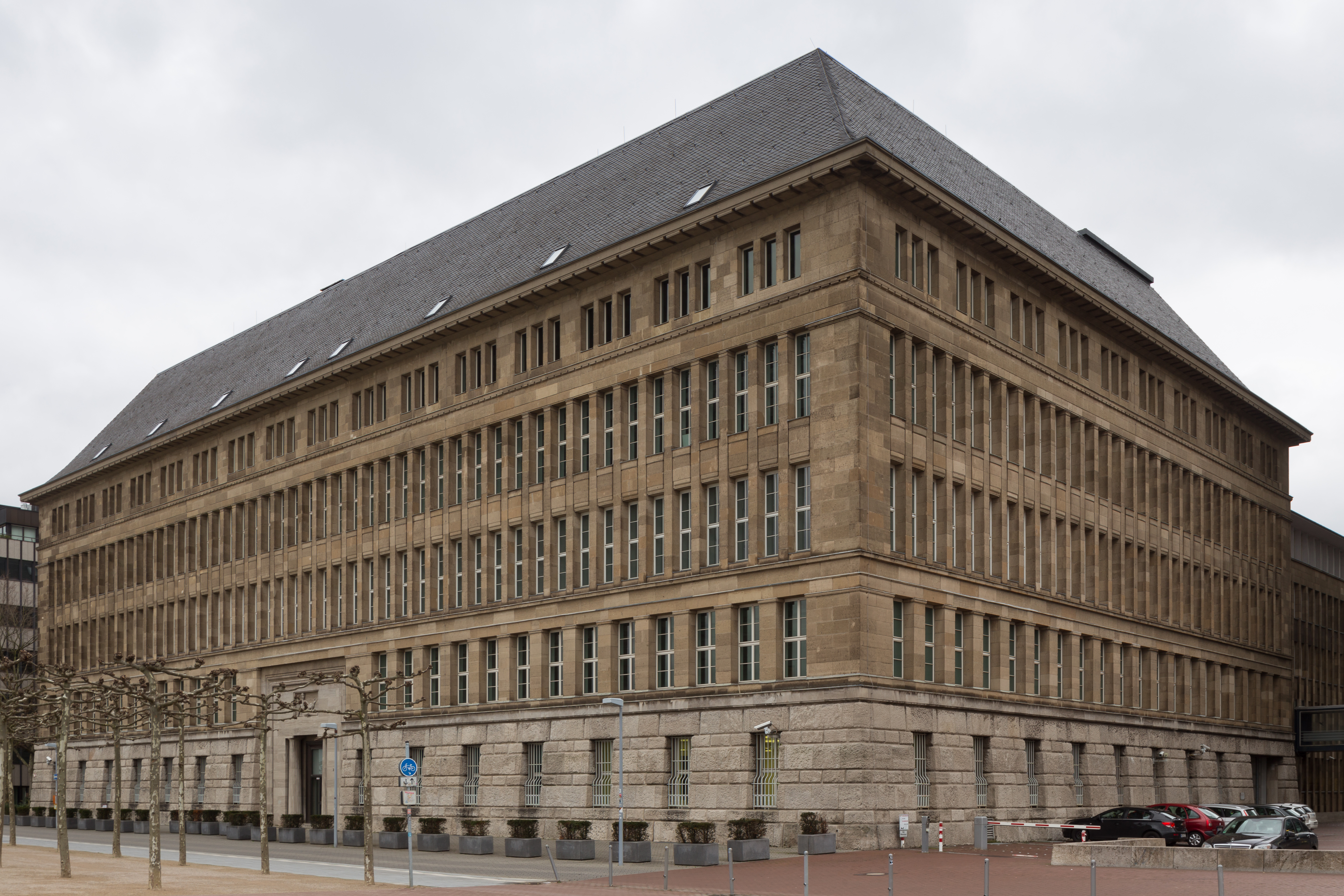
Mannesmann-Haus, Düsseldorf, 1912
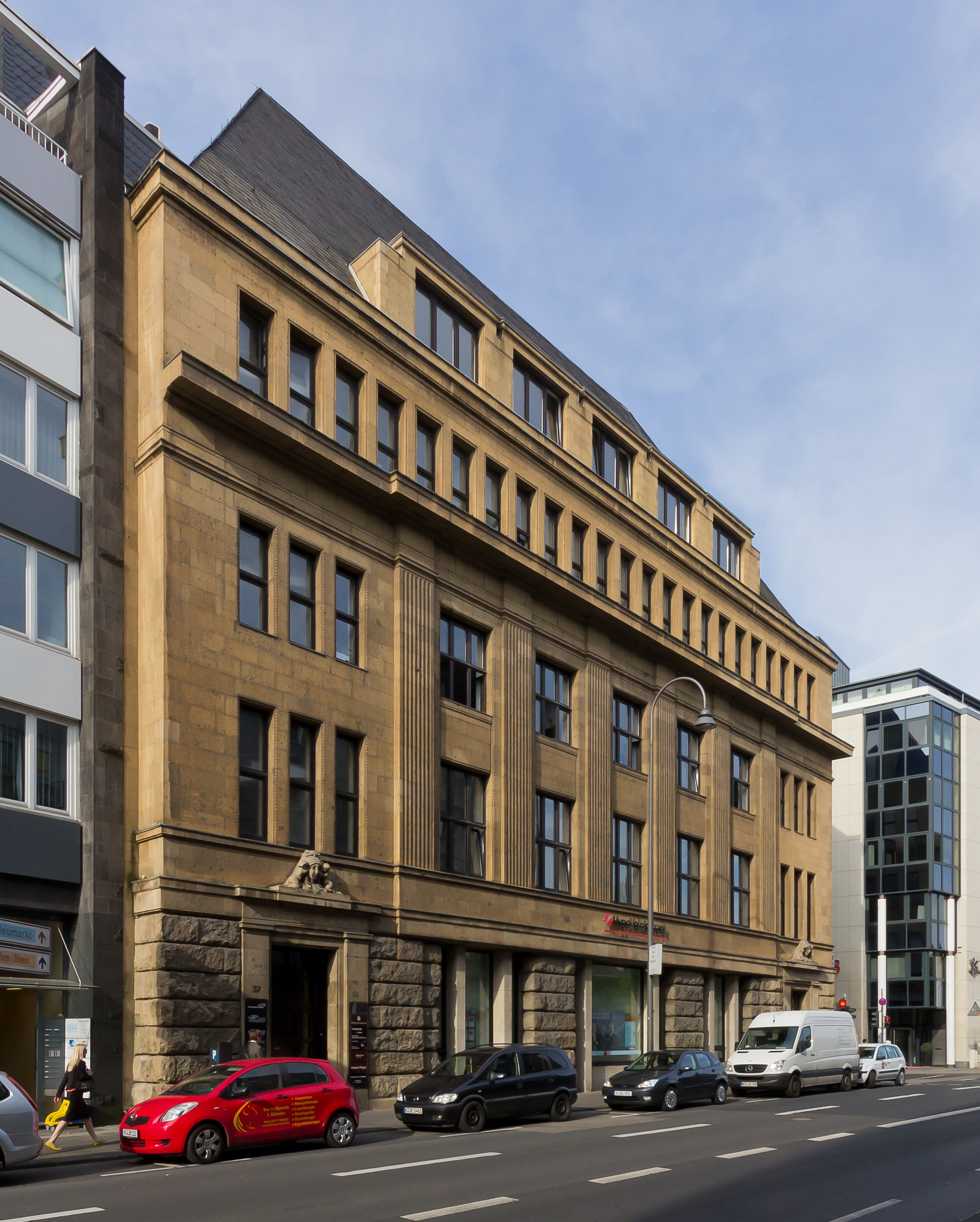
Edifici d'oficines, Unter Sachsenhausen 37, Cologne, 1914
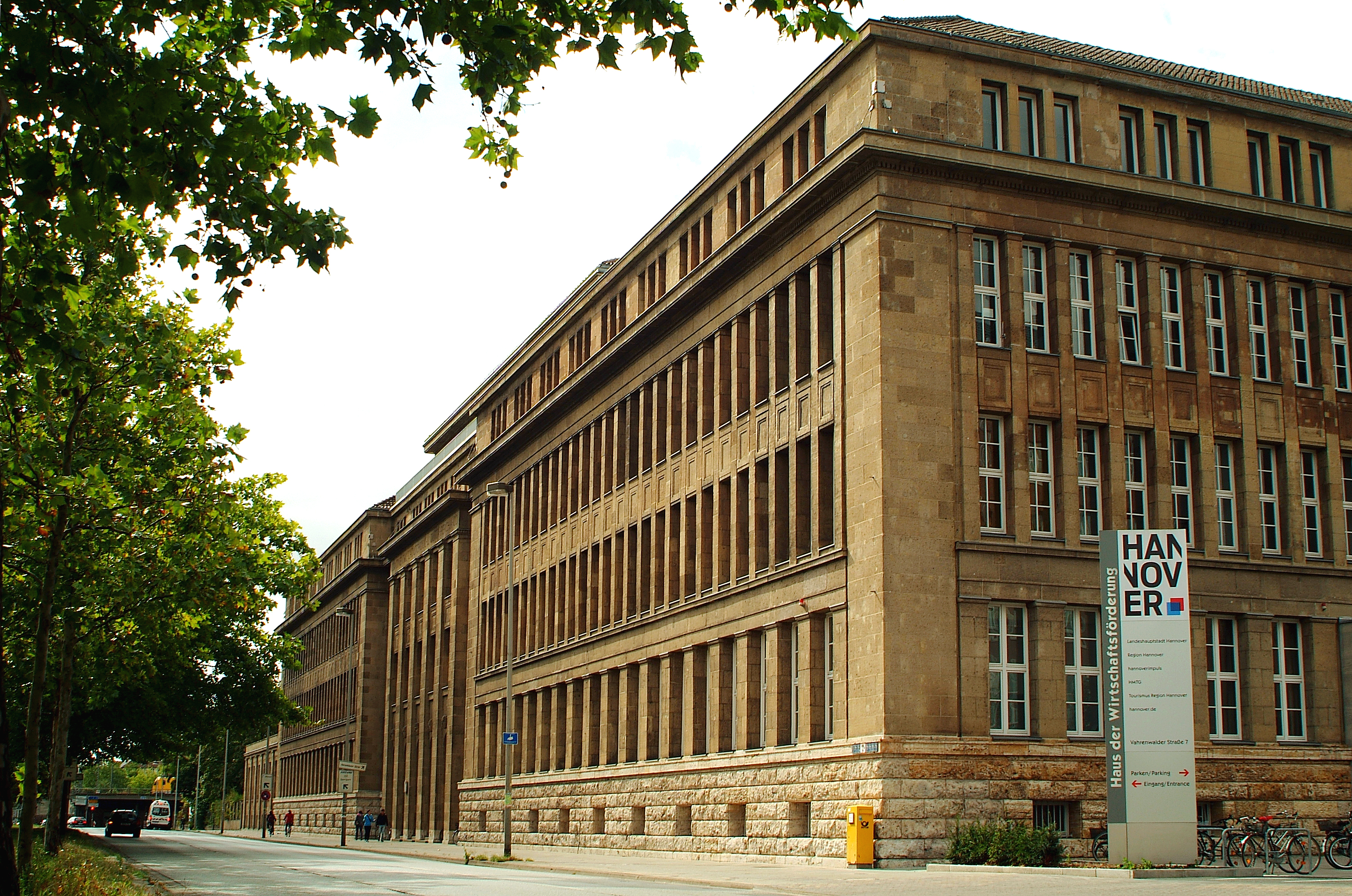
Oficines de Continental AG, Hannover, 1912-14
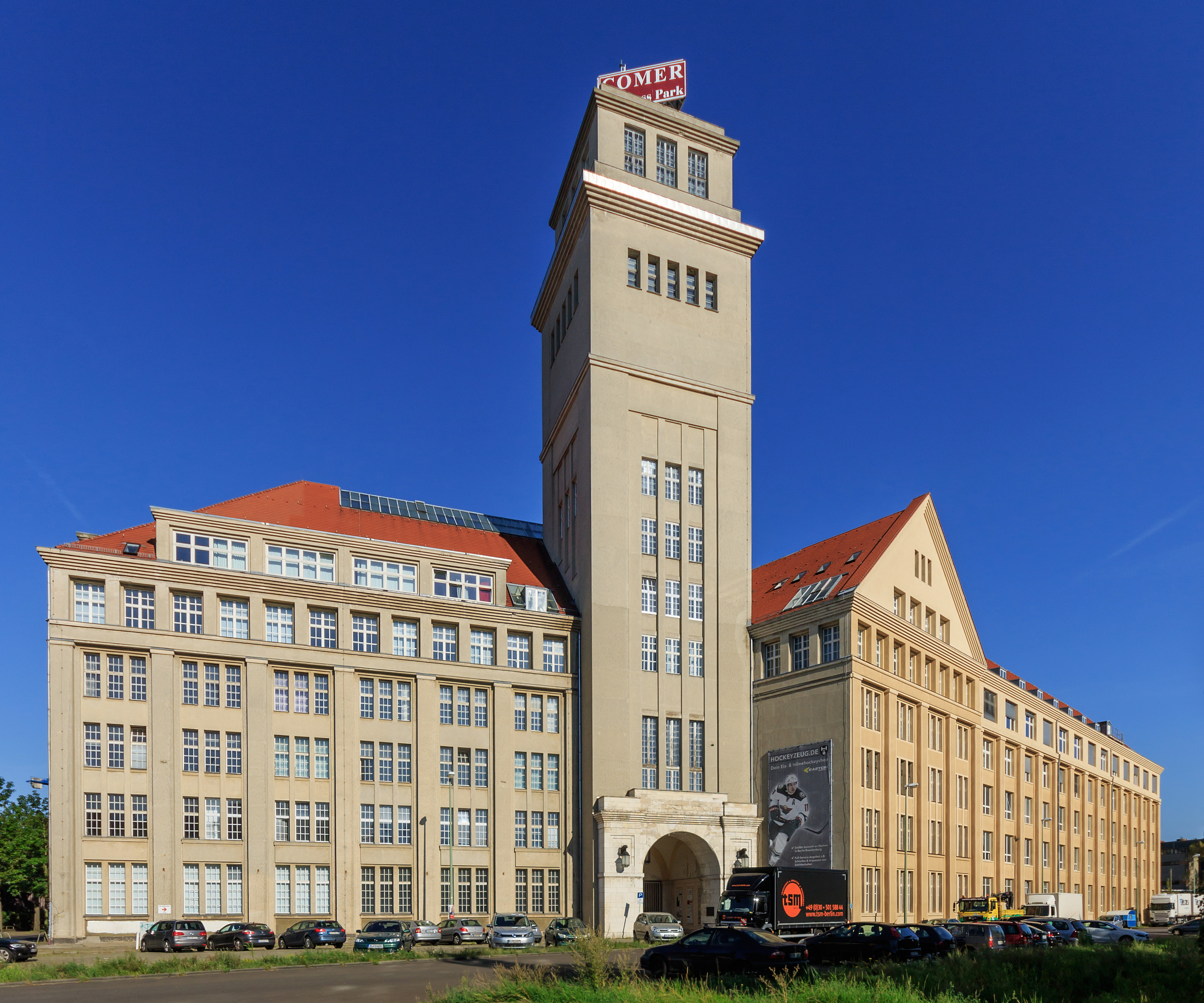
National Automobile Society (NAG), Berlin, 1914-17
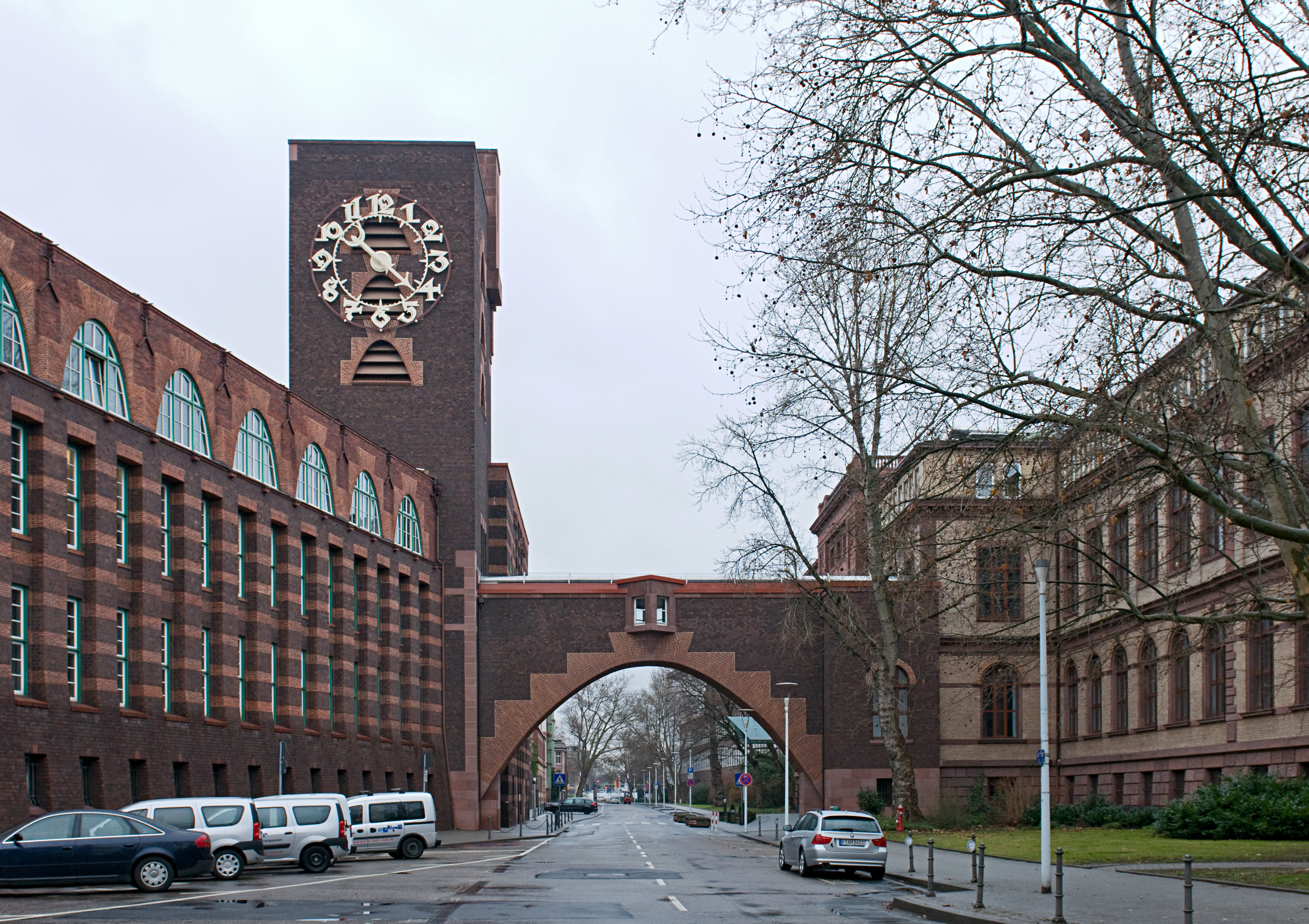
Hoechst Administration Building, Frankfurt, 1921-24
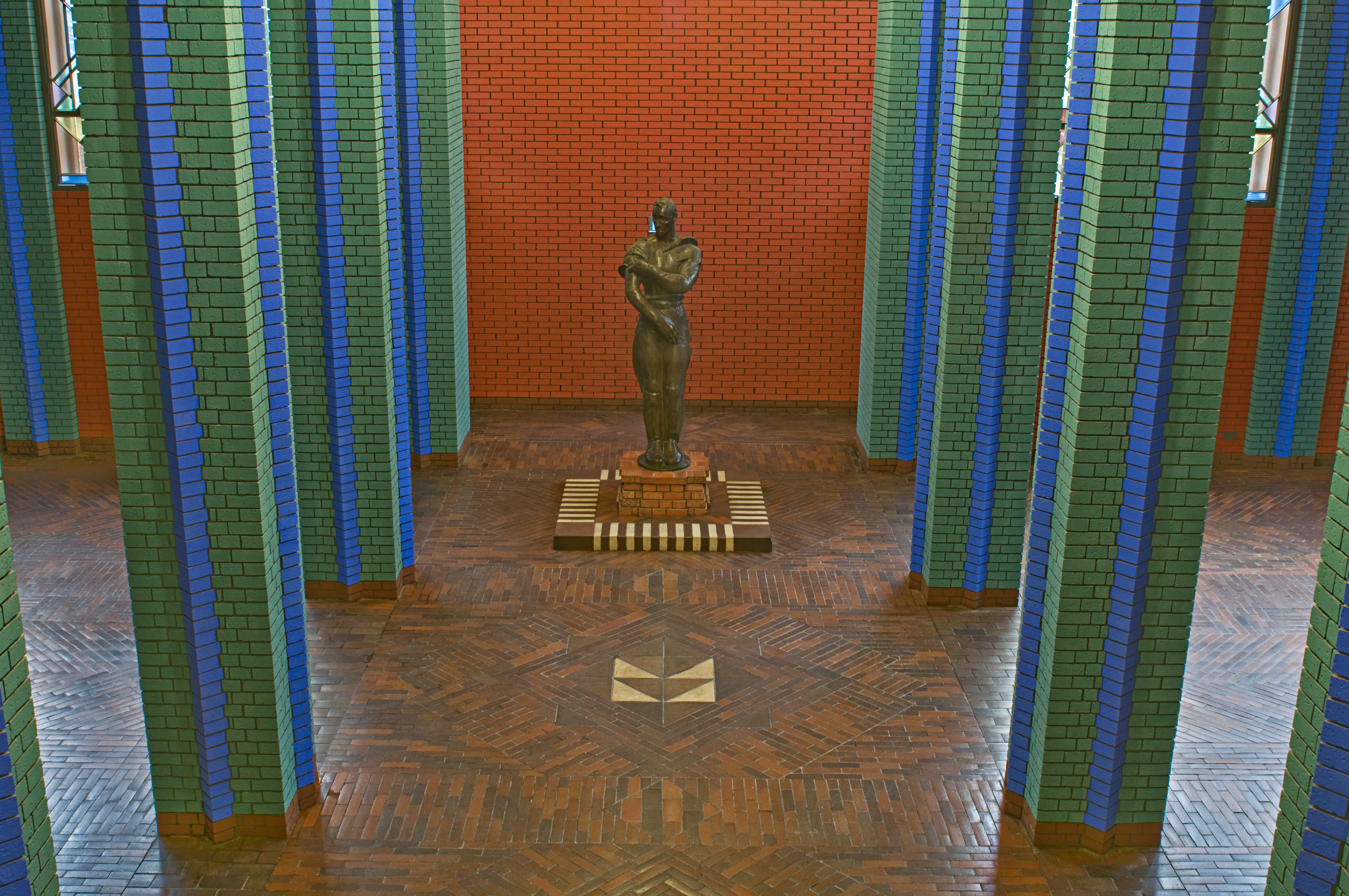
Hoechst Administration, Frankfurt, 1921-25
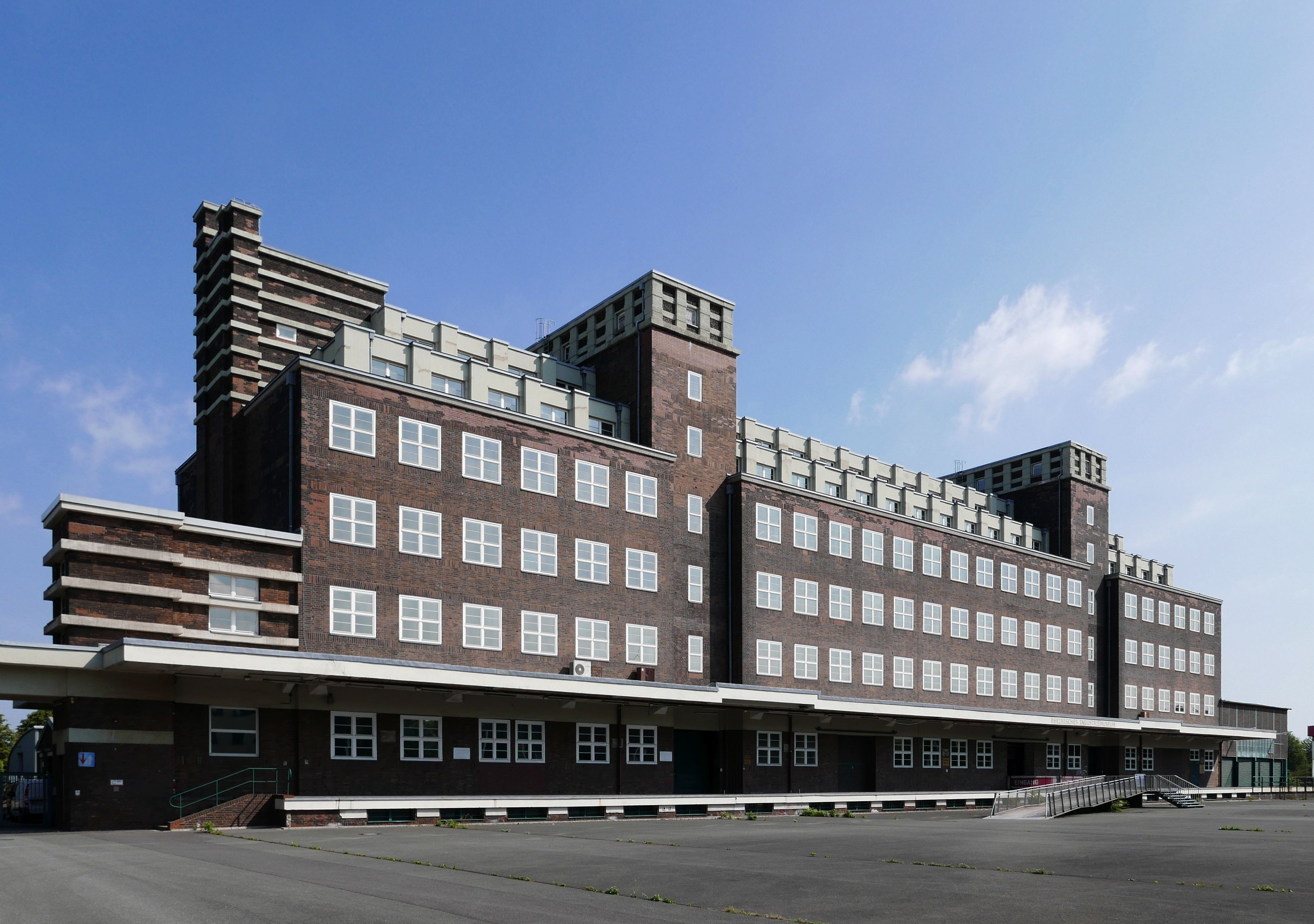
Gutehoffnungshütte warehouse, Oberhausen, 1921-25
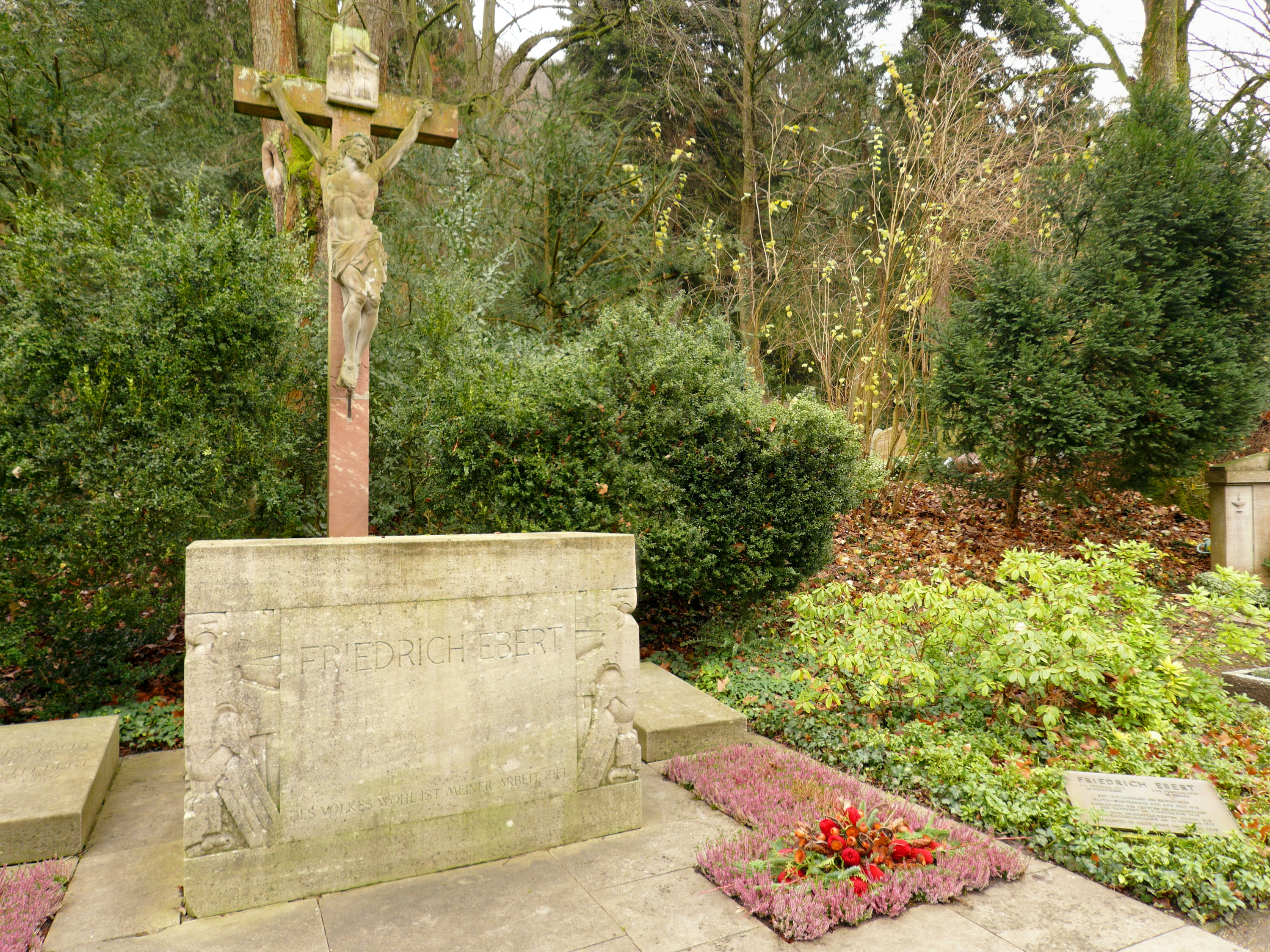
Tomba de Friedrich Ebert, 1925
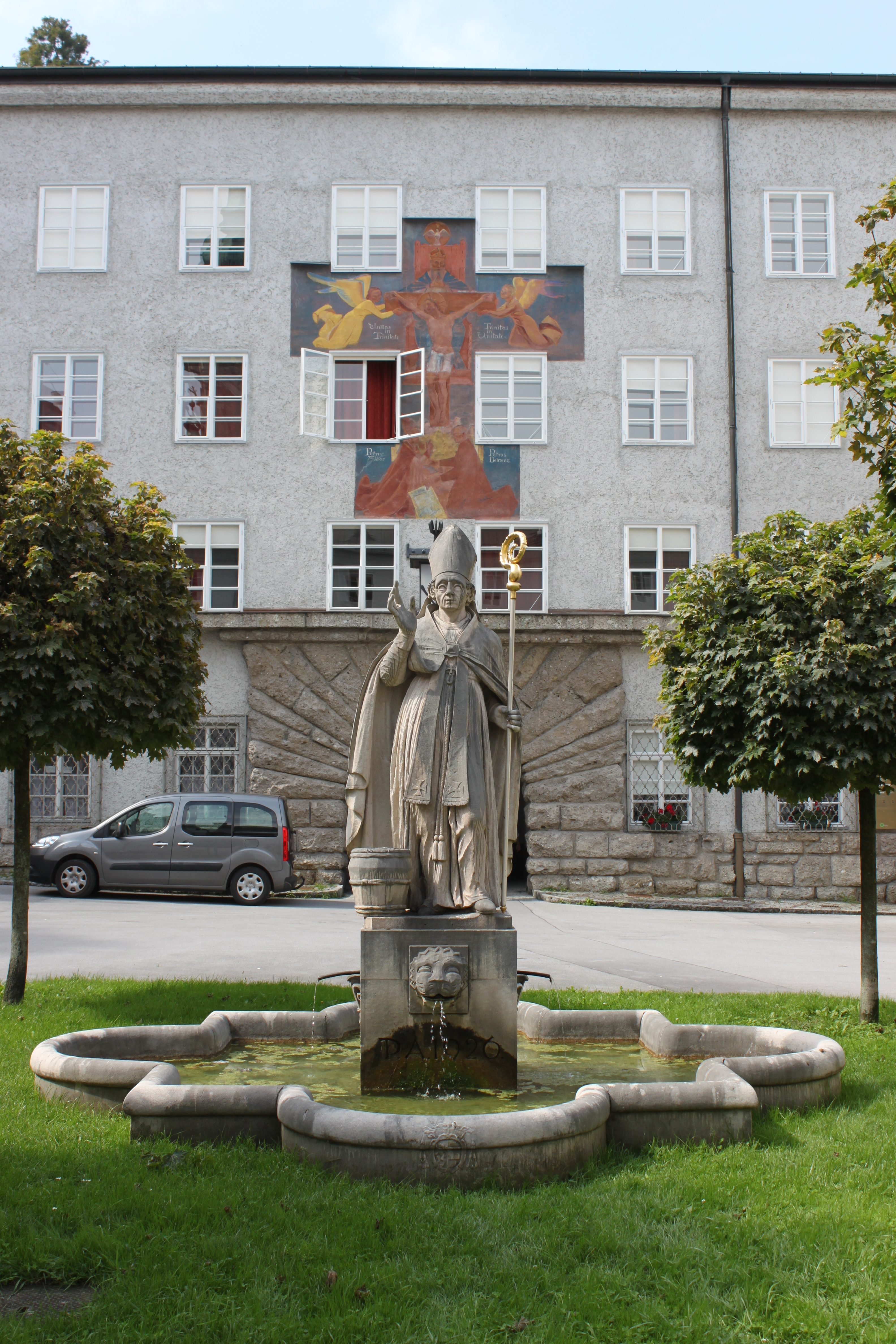
Col·legi de St. Benedict, Salzburg, 1926
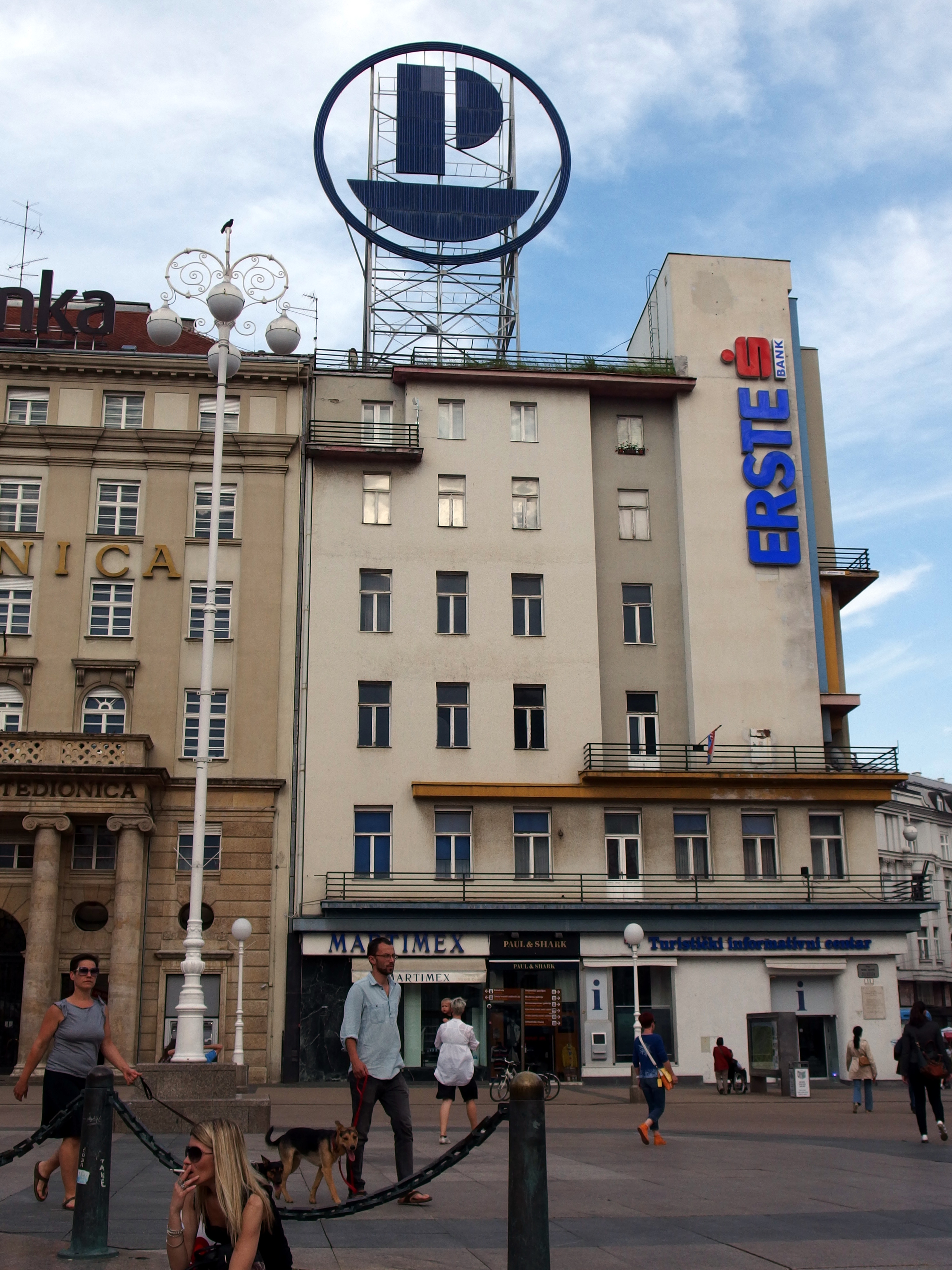
Feller-Stern department store, Ban Jelačić Square, Zagreb,1928
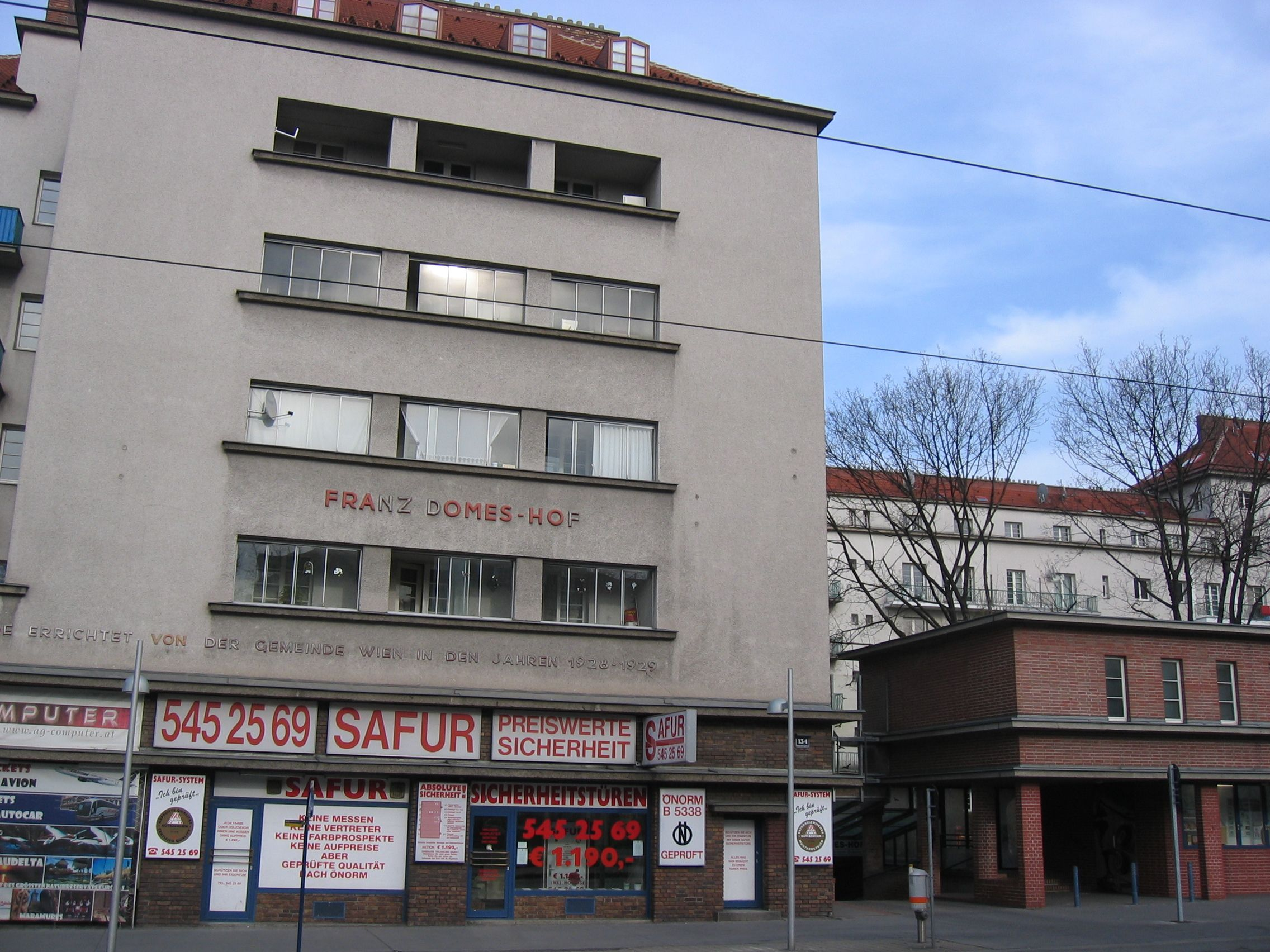
Franz Domes Hof, Vienna, 1928-30
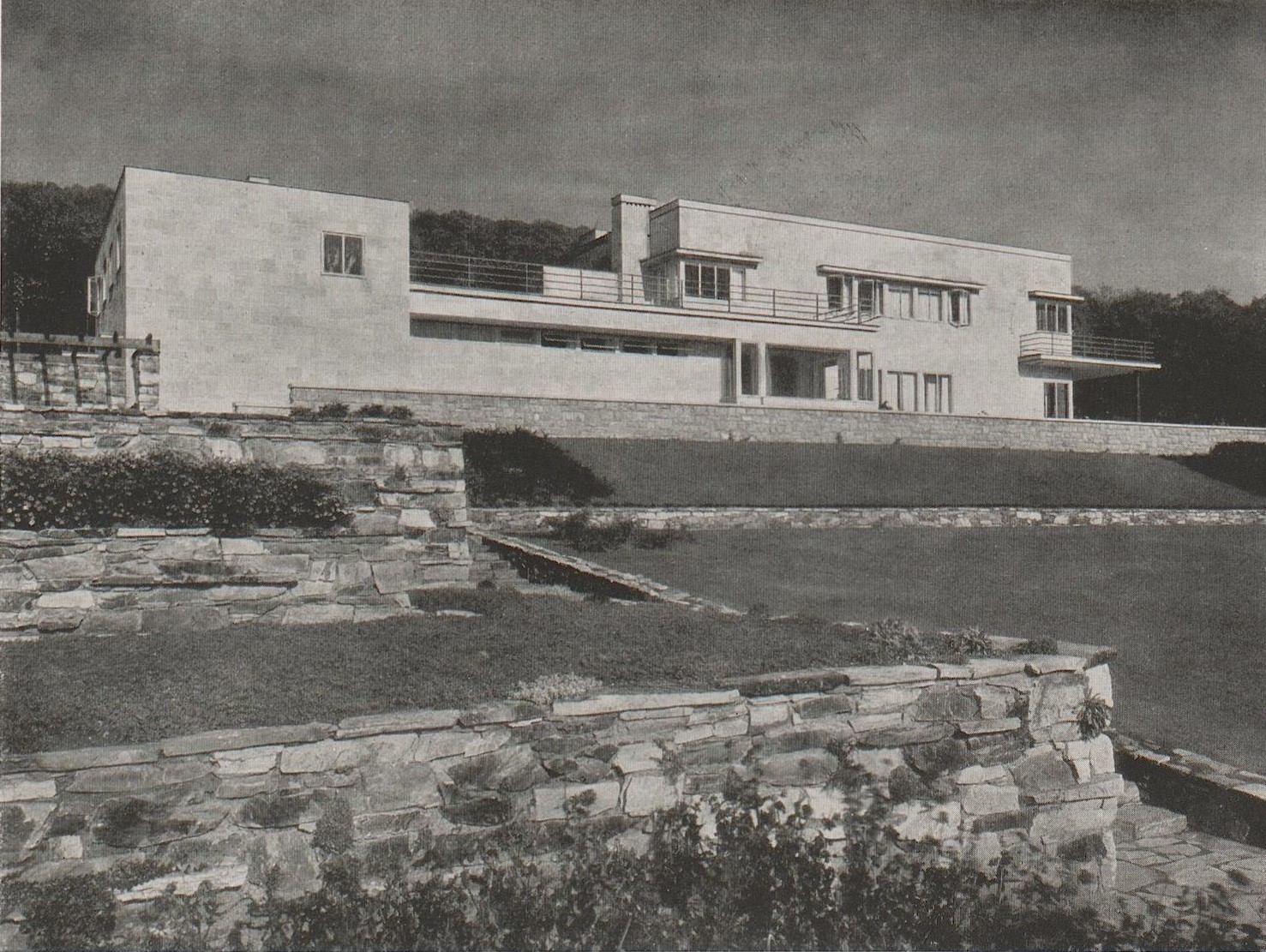
Villa Gans, Kronberg, 1931
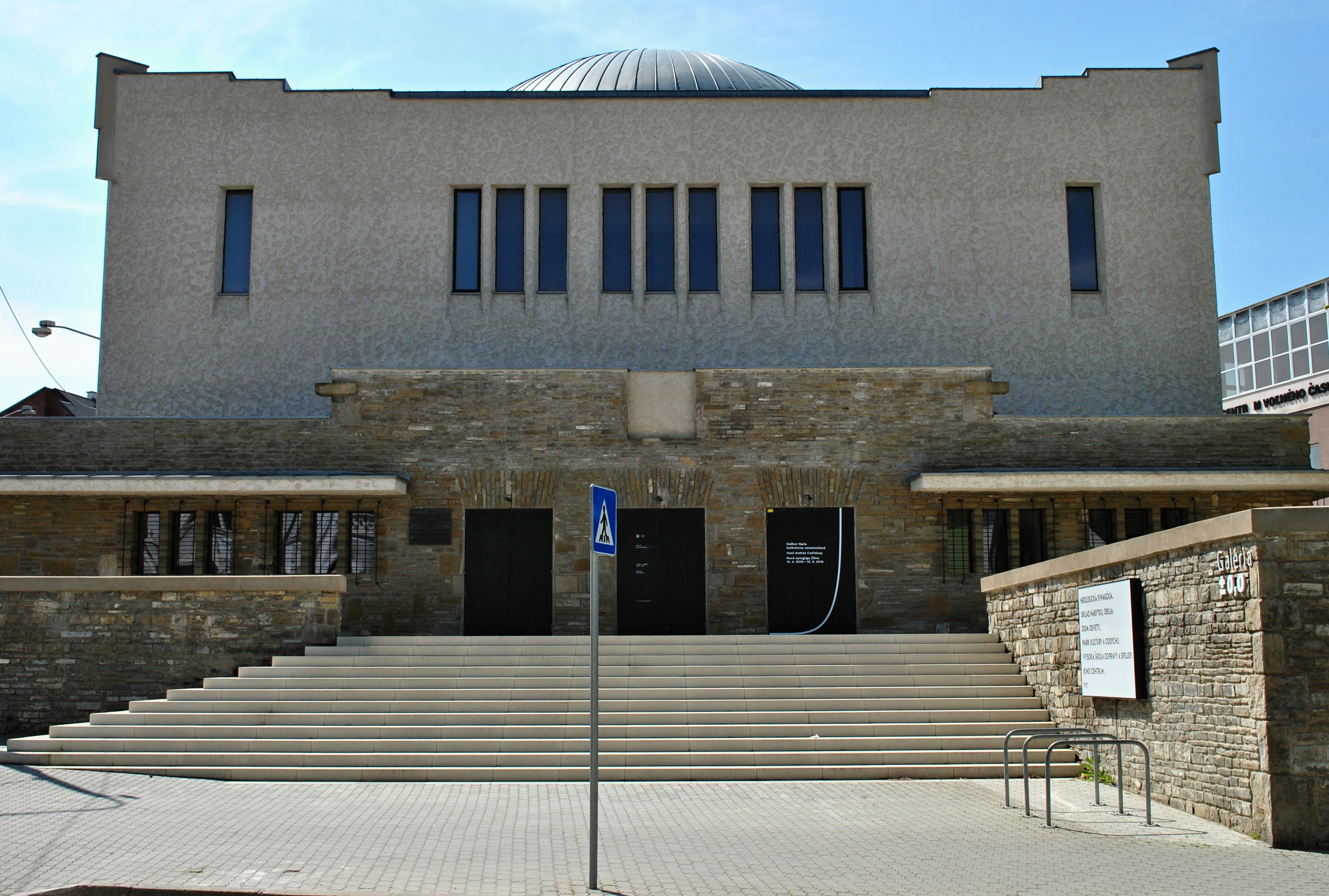
Sinagoga a Žilina, Slovakia, 1929-31
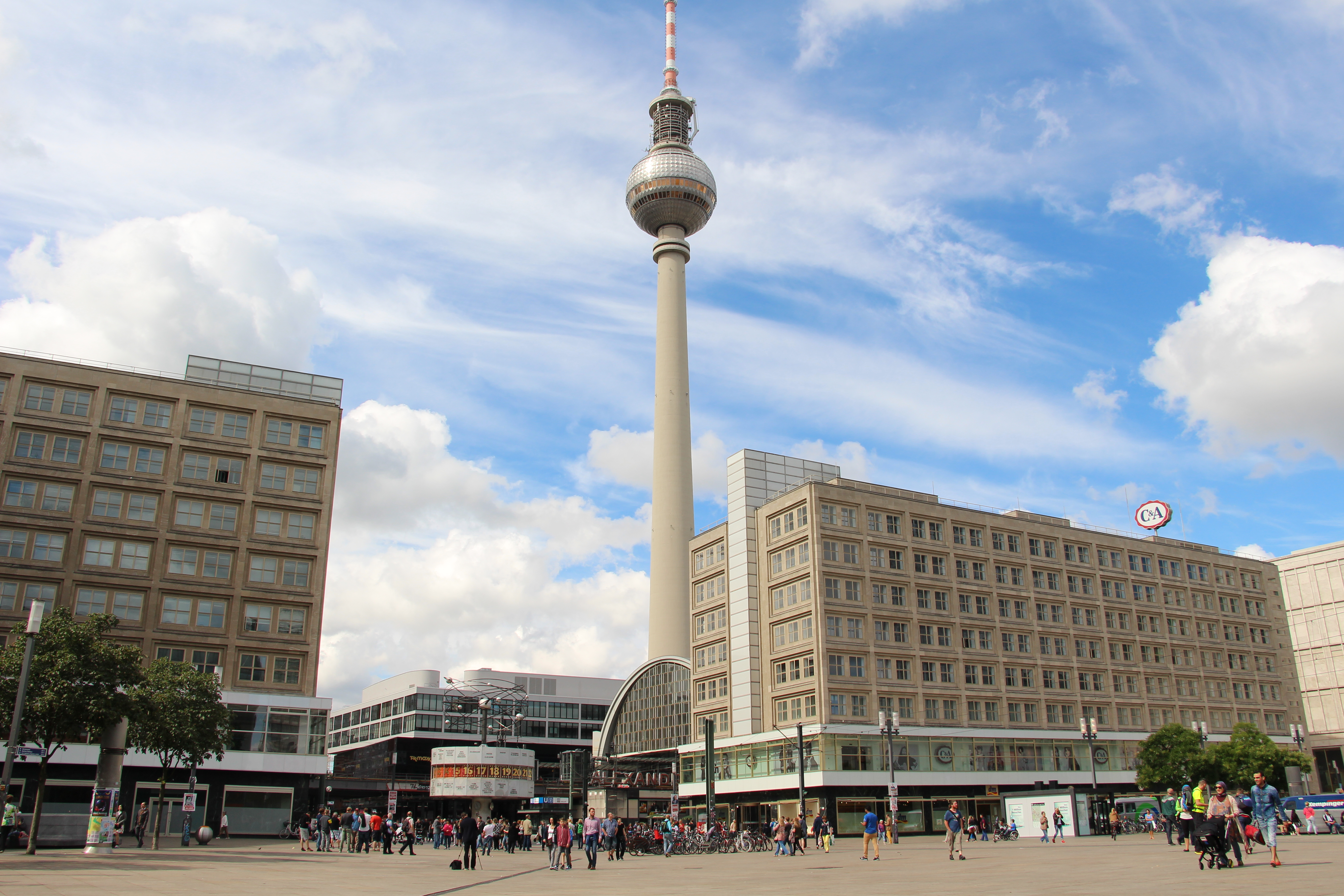
Alexanderhaus & Berolinhaus, Alexanderplatz, Berlin, 1930-32
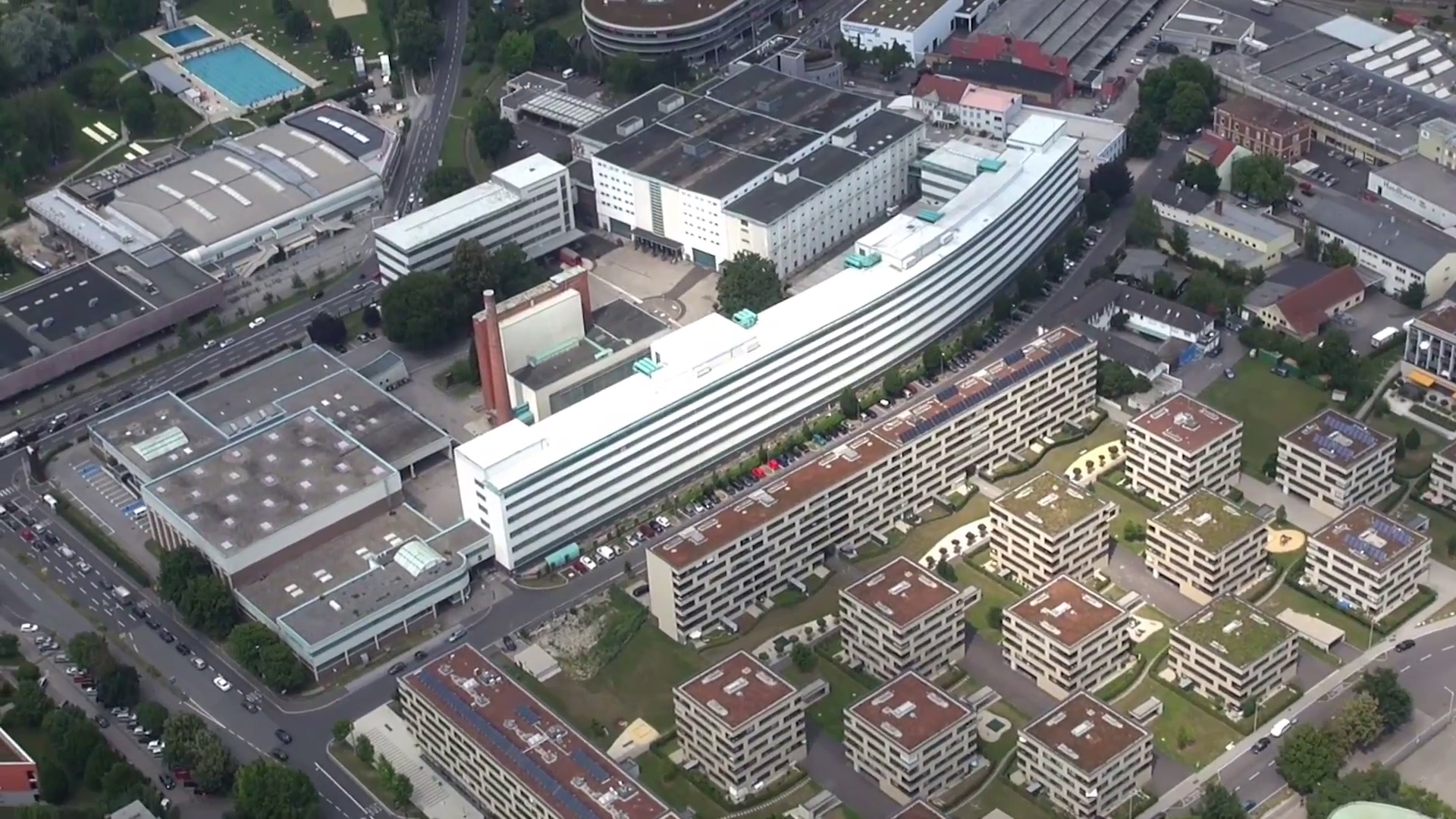
Fàbrica de tàbac a Linz, Austria, 1929-35
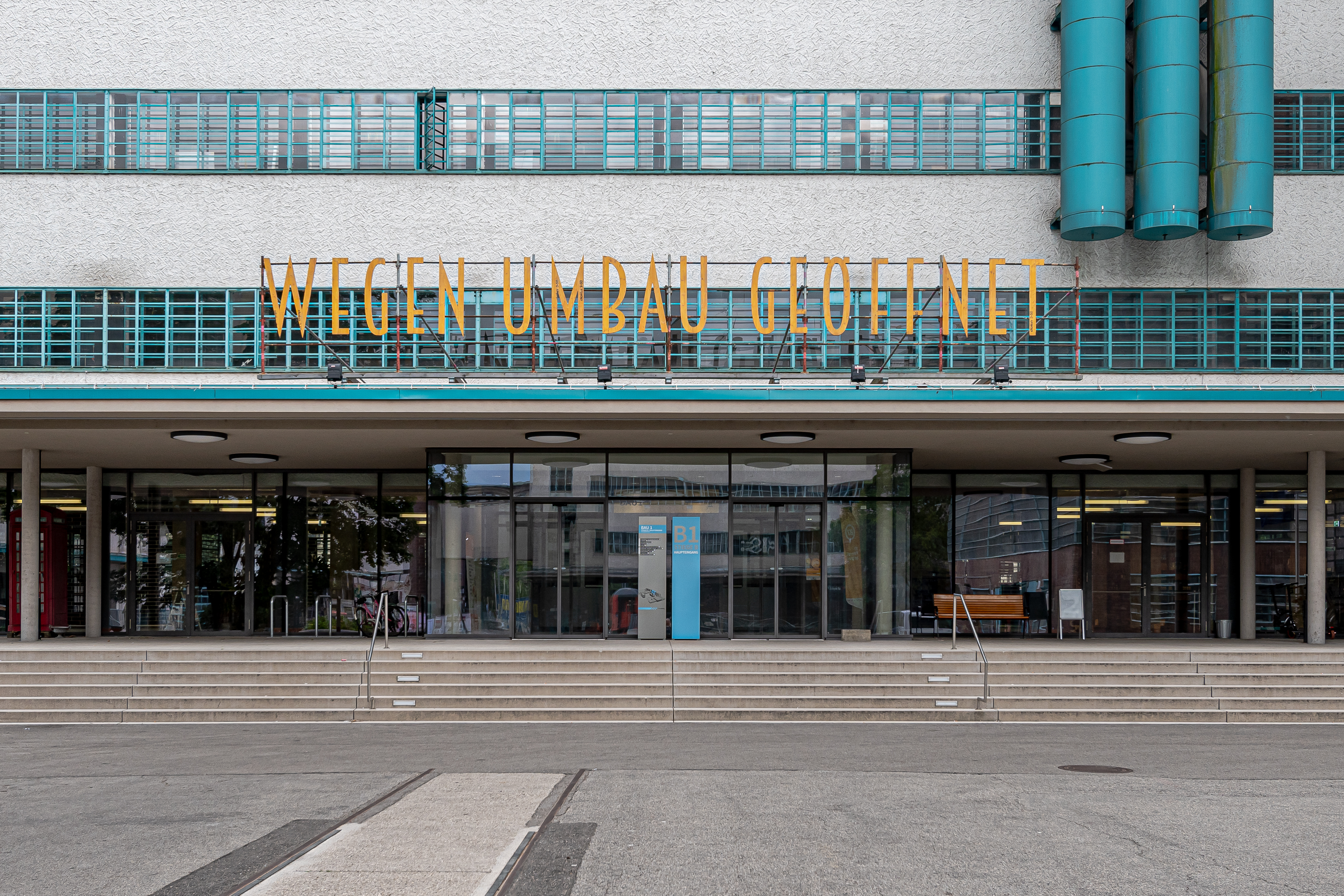
Fàbrica de tabac, Linz, 1929-35